# 第24届奥斯卡金像奖
第24屆奥斯卡金像奖（英語：24th Academy Awards）於1952年3月20日舉行。《花都舞影》和《郎心如鐵》都拿下6項大獎，《慾望街車》拿下4項大獎，包括3項演員獎項（唯一未能獲獎的男主角馬龍·白蘭度在片中的演出卻在之後被認為相當成功）。亨弗莱·鲍嘉則是成為最後一位誕生於19世紀且拿下最佳男主角的演員。
《花都舞影》是第二部拿下最佳影片的彩色電影（首部為第12屆的《亂世佳人》），此外也是繼第5屆的《大飯店》後，再次出現沒有入圍任何演員獎項的最佳影片（但第5屆僅有最佳男女主角兩項演員獎）。

## 获奖名单
得獎者以粗體表示。
| 最佳影片(Best motion picture) - 《花都舞影》 - 《血戰萊茵河》 - 《郎心如鐵》 - 《暴君焚城錄》 - 《慾望街車》 | 最佳导演(Directing) - 喬治·史蒂文斯 – 《郎心如鐵》 - 約翰·休斯頓 – 《非洲皇后》 - 文生·明里尼 – 《花都舞影》 - 威廉·惠勒 –《大偵探故事》 - 伊力·卡山 –《慾望街車》 |
| 最佳男主角(Actor) - 亨弗莱·鲍嘉 –《非洲皇后》 - 馬龍·白蘭度 –《慾望街車》 - 蒙哥馬利·克利夫特 –《郎心如鐵》 - 阿瑟·甘迺迪 – 《光榮的勝利》 - 弗雷德里克·馬區 – 《推銷員之死》 | 最佳女主角(Actress) - 費雯·麗 –《慾望街車》 - 凱瑟琳·赫本 –《非洲皇后》 - 埃琳諾·帕克 – 《大偵探故事》 - 雪莉·溫特斯 – 《郎心如鐵》 - 珍·惠曼 – 《青紗紅淚》 |
| 最佳男配角(Actor in a supporting role) - 卡尔·莫尔登 – 《慾望街車》 - 里奧·吉恩 –《暴君焚城錄》 - 凱文·麥卡錫 –《推銷員之死》 - 皮特·乌斯蒂诺夫 – 《暴君焚城錄》 - 吉格·楊 – 《苦酒滿杯》 | 最佳女配角(Actress in a supporting role) - 金·杭特 –《慾望街車》 - 瓊·布朗德爾 –《青紗紅淚》 - 米爾德麗德·丹諾克 –《推銷員之死》 - 李·格蘭特 –《大偵探故事》 - 特尔玛·里特 – 《鴻鸞雙喜》 |
| 最佳原创故事 Writing (Motion picture story) - 《正午前七天》 – 保羅·德恩 和 詹姆斯·伯納德 - 《斗牛与美人》 – 巴德·伯蒂彻和 雷·納扎羅 - 《蛙人海底战》 – 奧斯卡·米勒德 - 《喜臨門》 – 羅伯特·里斯金 和 利安·奧布賴恩 - 《初戀》 – 爾弗雷德·海斯 和 斯圖亞特·斯登 | 最佳原創劇本 Writing (Story and screenplay) - 《花都舞影》 – 艾倫·傑伊·勒納 - 《倒扣的王牌》 – 比利·懷德、萊塞爾·塞繆爾 和 華特·紐曼 - 《霸王奪姬》 – 菲利浦·多恩 - 《二世部隊》 – 羅伯特·裴洛許 - 《井》 – 克拉倫斯·格林 和 羅素·魯斯 |
| 最佳改編劇本 Writing (Screenplay) - 《郎心如鐵》 – 哈里·布朗 和 邁克爾·威爾遜，改編自西奧多·德萊賽的小說《美國的悲劇》及派翠克·柯爾尼改編的舞台劇 - 《非洲皇后》 – 詹姆斯·艾吉 和 約翰·休斯頓，改編自C·S·佛斯特的小說 - 《大偵探故事》 – 羅伯特·威勒 和 菲利普·約丹，改編自西德尼·金斯利的舞台劇 - 《輪舞》– 賈克·納坦森和馬克思·歐弗斯，改編自亞瑟·史尼茲勒的舞台劇 - 《慾望街車》 – 田納西·威廉斯，改編自他的舞台劇                                                    | 最佳紀錄片 Documentary(Feature) - 《康提基號》 - 《我曾是FBI的共產黨員》 |
| 最佳紀錄短片 Documentary(Short Subject) - 《班吉》 - 《返鄉者》 - 《牠是我的眼》 | 最佳單軸短片 Short subject (One-reel) - 《孩子的世界》 - 《火車跑跑跑》 - 《時間的故事》 |
| 最佳雙軸短片 Short subject (Two-reel) - 《自然盛宴》 - 《巴爾札克》 - 《水下的危險》 | 最佳卡通短片 Short subject (Cartoon) - 《兩個火槍鼠》 - 《羊媽媽與獅子》 - 《多根的嘟嘟聲》 |
| 最佳剧情或喜剧片配樂 Music(Music score of a dramatic or comedy picture) - 《郎心如鐵》 – 弗朗茨·沃克斯曼 - 《霸王奪姬》 –艾佛瑞·纽曼 - 《推銷員之死》 – 亞歷克士·諾斯 - 《暴君焚城錄》 – 米克羅斯·羅饒 - 《慾望街車》 – 亞歷克士·諾斯 | 最佳歌舞片配樂 Music (Scoring of a musical picture) - 《花都舞影》 – 強尼·格林 和 索爾·卓別林 - 《愛麗絲夢遊仙境》 – 奧利佛·華萊士 - 《一代歌王》 – 彼得·赫曼·阿德勒 和 強尼·格林 - 《倒鳳顛鸞》 – 艾佛瑞·纽曼 - 《畫舫璇宮》 – 阿道夫·達奇 和 康拉德·薩林格爾 |
| 最佳歌曲 Music (Song) - 「 In the Cool, Cool, Cool of the Evening 」 — 《喜临门》 • 曲： 霍奇·卡迈克尔 • 词： 强尼·莫瑟 - “Never」 — 《黄金女郎》 • 曲： 莱昂内尔·纽曼 • 词： 艾略特·丹尼爾 - “Wonder Why」 — 《财富、年轻和美貌》 • 曲： 尼古拉斯·博得斯基 • 词：萨米·卡恩 - “Too Late Now」 — 《龍鳳花燭》 • 曲：波顿·莱恩 • 词： 艾倫·傑伊·勒納 - “A Kiss to Build a Dream On」 — 《玉趾飄香》 •词曲：伯特·卡爾馬(過世後獲提名)、哈利·魯賓斯坦 和 奥斯卡·汉默斯坦二世 | 最佳錄音(Sound recording) - 《一代歌王》 – 道格拉斯·希勒 - 《光榮的勝利》 – 莱斯利·凯里 - 《我想你》 – 戈登·索耶 - 《慾望街車》 – 内森·莱文森 - 《去百老汇的双人票》 – 约翰·阿尔伯格 |
| 最佳黑白片艺术指导 Art direction(Black-and-white) - 《慾望街車》 – 艺术指导：李察·戴伊；布景：乔治·J·霍普金斯 - 《十五重天》 – 艺术指导：莱尔·惠勒 和 利蘭·福勒；布景：湯瑪斯·雷托 和 佛瑞德·J·羅德 - 《崖畔之屋》 – 艺术指导：約翰·迪科爾 和 莱尔·惠勒；布景：湯瑪斯·雷托 和 保羅·福克斯 - 《輪舞》 – 尚·歐博訥 - 《彩鳳瑶琴》 – 艺术指导： 塞德里克·吉本森 和 保罗·格鲁斯；布景：埃德温·威利斯 和 傑克·摩爾                                                            | 最佳彩色片艺术指导 Art direction(Color) - 《花都舞影》 – 艺术指导：普雷斯頓·艾姆斯 和 塞德里克·吉本森；布景：埃德温·威利斯 和 F·基奧·格里森 - 《霸王奪姬》 – 艺术指导：莱尔·惠勒 和 喬治·戴維斯 ；布景：湯瑪斯·雷托 和 保羅·福克斯 - 《里維埃拉》 – 艺术指导：莱尔·惠勒、利蘭·福勒 和 约瑟夫·赖特 ；布景：湯瑪斯·雷托 和 沃爾特·斯考特 - 《暴君焚城錄》 – 艺术指导：威廉·霍宁、愛德華·卡法格諾 和 塞德里克·吉本森 ；布景：休·亨特 - 《曲終夢回》 – 海因·赫克羅斯 |
| 最佳黑白片攝影 Cinematography(Black-and-white) - 《郎心如鐵》 – 威廉·C·梅勒 - 《推銷員之死》 – 弗朗茲·普蘭納 - 《蛙人海底戰》 – 诺伯特·布罗丁 - 《火車怪客》 – 羅伯特·伯克斯 - 《慾望街車》 – 哈利·斯特拉德林 | 最佳彩色片摄影 Cinematography(Color) - 《花都舞影》 – 阿爾弗雷德·基克斯 和 約翰·奧爾頓 - 《霸王奪姬》 – 里昂·肖洛伊 - 《暴君焚城錄》 – 羅伯特·瑟蒂斯 和 威廉·V·斯卡尔 - 《畫舫璇宮》 – 查尔斯·罗歇 - 《行星撞地球》 – 约翰·F·赛玆 和 W·霍华德·格林 |
| 最佳黑白片服裝設計 Costume Design(Black-and-white) - 《郎心如鐵》 – 伊蒂絲·海德 - 《謀財陷阱》 – 沃特·普凱特 和 吉爾·斯蒂爾(過世後提名) - 《模特和媒人》 – 查爾斯·勒梅爾 和 蕾妮・康利 - 《掘泥工人》 – 艾德華·史蒂文森 和 瑪格麗特·弗斯 - 《慾望街車》 – 露辛達·巴拉德 | 最佳彩色片服裝設計 Costume Design(Black-and-white) - 《花都舞影》 – 奧雷·凱利、沃特·普凱特 和 艾琳·夏拉夫 - 《霸王奪姬》 – 查爾斯·勒梅爾 和 艾德華·史蒂文森 - 《歌王卡羅素》 – 海倫·羅斯 和 吉爾·斯蒂爾(過世後提名) - 《暴君焚城錄》 – 赫歇爾·麥科伊 - 《曲終夢回》 – 海因·赫克羅斯 |
| 最佳影片剪輯(Film editing) - 《郎心如鐵》 – 威廉·霍恩貝克 - 《花都舞影》 – 阿德琳恩·法贊 - 《血戰萊茵河》 – 多蘿西·斯賓塞 - 《暴君焚城錄》 – 拉爾夫·E·溫特斯 - 《井》 – 切斯特·沙弗 | |

### 奥斯卡荣誉奖
- 金·凯利 - 表彰他在《花都舞影》中，作为导演、演员、歌手和舞者的多才多藝與成就
- 《行星撞地球（英语：When Worlds Collide (1951 film)）》 - 最佳特殊效果
- 最佳外語片：《罗生门》(日本電影)

### 歐文·G·托爾伯格紀念獎
- 阿瑟·弗里德

### 获得多项提名和奖项
| 以下电影获得多项提名： - 12项提名：《慾望街車》 - 9项提名：《郎心如鐵》 - 8项提名：《花都舞影》、《暴君焚城錄》 - 5项提名：《霸王奪姬》、《推銷員之死》 - 4项提名：《非洲皇后》、《大偵探故事》 - 3项提名：《一代歌王》 - 2项提名：《青紗紅淚》、《光榮的勝利》、《血戰萊茵河》、《蛙人海底战》、《喜臨門》、《輪舞》、《倒鳳顛鸞》、《畫舫璇宮》、《曲終夢回》、《井》、《行星撞地球》 | 以下电影获得多项大奖： - 6项大奖：《花都舞影》、《郎心如鐵》 - 4项大奖：《慾望街車》 |